# Antrodiella leucoxantha
Antrodiella leucoxantha is een schimmel behorend tot de familie Steccherinaceae. Hij groeit op dood loofhout.

## Kenmerken
Antrodiella leucoxantha heeft wit tot roomkleurige vruchtlichamen met kleine ongezoneerde hoedjes of hoedkanten (tot ca. 1 cm uitstekend) waarvan de poriënlaag vaak afloopt op het substraat ("effused-reflexed"); ook geheel resupinate vormen komen voor. De kleine gaatjes zijn met het blote oog niet of nauwelijks waarneembaar (5-8/ mm). 
Voor determinatie is microscopisch onderzoek vereist. Doorslaggevend zijn de iets gekromde, cylindrische sporen (3-4,5 × 1,5-2 µm) en de aanwezigheid van gespen in het hyfenweefsel. 

## Vergelijkbare soorten
Door de aanwezigheid van gespen onderscheidt de soort zich van het gesploos elfenbankje (A. onychoides). De sporenvorm vormt het onderscheidend kenmerk van beide met het weerschijnzwamdwergelfenbankje (A. faginea) dat breed ellipsoïde sporen heeft (ca. 2,5-4 × 2-2,5 µm). Het vruchtvlees heeft een zekere taaiheid (dimitisch hyfensysteem) zoals dat ook voorkomt bij de kleine kaaszwam (Skeletocutis nivea). Dwergelfenbankjes (Antrodiella) kunnen soms erg op kleine exemplaren van laatstgenoemde soort lijken, maar hebben nooit de donkerbruine kleur die bij de kleine kaaszwam bij de aanhechting meestal niet ontbreekt. Microscopisch zijn de geïncrusteerde hyfenuiteinden en de dunne allantoide (worstvormige) sporen (4-5 × 0,5-1 µm) kenmerkend voor de kleine kaaszwam.

## Verspreiding
In Nederland komt het uiterst zeldzaam voor.